# Albrecht Götz von Olenhusen
Albrecht Götz von Olenhusen (* 8. November 1935 in Bodenfelde; † 22. Oktober 2022 in Düsseldorf) war ein deutscher Rechtsanwalt, Rechtshistoriker, Fachjournalist und Honorarprofessor an der Heinrich-Heine-Universität Düsseldorf.

## Leben
Albrecht Götz von Olenhusen studierte Rechtswissenschaften und Volkswirtschaft in Göttingen, Freiburg im Breisgau und Zürich. Er war bis März 2017 Rechtsanwalt in Freiburg i. B.
Er war ein ausgewiesener Kenner der Raubdruckkultur und Sammler von Raubdrucken seit der Protestbewegung der 1960er-Jahre.

## Schriften (Auswahl)
- Schriftsteller, Recht und Gesellschaft. Beiträge und Materialien zum Urheber-, Verlags- und Presserecht. Freiburg i. Br., Universitätsverlag Becksmann 1972.
- Freie Mitarbeit in den Medien. Arbeits-, Tarif-, Vertragsrecht. Honorare – Urheberrecht – Leistungsschutz. Baden-Baden 2002, ISBN 3-7890-7823-9.
- Der Journalist im Medien-, Arbeits- und Urheberrecht. 2., neu bearbeitete Aufl. MUR, München 2015, ISBN 978-3-945939-00-0.
- Old Shatterhand unter Gangstern. Ausgewählte Beiträge zu Karl May. Hrsg. von Jürgen Seul. Karl-May-Verlag, Bamberg / Radebeul 2020, ISBN 3-7802-0567-X.
- Psychoanalyse & Expressionismus. 7. Internationaler Otto Gross Kongress. Dresden, 3. bis 5. Oktober 2008. Hrsg. von Werner Felber, Albrecht Götz von Olenhusen, Gottfried Maria Heuer, Bernd Nitzschke. LiteraturWissenschaft.de, Marburg an der Lahn 2010, ISBN 978-3-936134-23-0.
- Satire – eine Ehrensache. Beiträge zur Rechts- und Zeitgeschichte. München 2010, ISBN 978-3-939438-11-3.
- Sigmund Freud, Max Weber and the Sexual Revolution. In: Gottfried Heuer (Hrsg.): Sexual Revolutions: Psychoanalysis, History and the Father. Routledge, London 2011, ISBN 978-0-415-57044-2, S. 89–103 (auf Google Books).
- „Der Weg vom Manuscript zum gedruckten Text ist länger, als er bisher je gewesen ist.“ Walter Benjamin im Raubdruck 1969 bis 1996. Libelle, Lengwil am Bodensee 1997, ISBN 978-3-909081-82-0.